# Das Gastmahl der Rose
Das Gastmahl der Rose (Originaltitel: Ne gorjui!, übersetzt: Sei nicht traurig) ist ein sowjetisch-georgischer Film von Georgi Danelija aus dem Jahre 1969. In den Hauptrollen spielen Wachtang Kikabidse, Anastassija Wertinskaja, Lia Gudadse und Sopiko Tschiaureli. Der georgische Film ist eine Adaption des Romans Mein Onkel Benjamin von Claude Tillier. Er erschien im gleichen Jahr wie die erfolgreiche französische Verfilmung Mein Onkel Benjamin.

## Handlung
Der Film erzählt die Geschichte des Landarztes Benjamin Glonti. Er ist gerade vom Studium in St. Petersburg in die Heimat zurückgekehrt. Seine Liebesabenteuer hat er mit der jungen Wirtsfrau Margo, doch Benjamins Schwester möchte ihn gern mit Maria verkuppeln. Maria ist die Tochter des Arztes Levan und verliebt in einen anderen. Bei der Flucht mit diesem stirbt ihr Geliebter, während sie für immer verschwindet. Levan wird so traurig, dass er daran sterben muss. Er veranstaltet zu seinem eigenen Abschied ein Festmahl.

## Veröffentlichung
Am 8. Mai 1970 kam Das Gastmahl der Rose in die Kinos der DDR. Die Erstausstrahlung in der DDR erfolgte am 19. November 1971 auf DFF 2. In der Bundesrepublik Deutschland fand die Erstausstrahlung am 10. März 1975 im ZDF statt.

## Kritik
- Lexikon des internationalen Films: „Ein kluger, manchmal derb-fröhlicher Film, dessen Aussagen sich ganz auf das Diesseits konzentrieren.“[1]